# ناصر العلوي
سيد ناصر العلوي وهو عالم دين شيعي نال مرتبة حجة الإسلام وهو إمام الحوزة العلمية في سوريا نشط في تأمين المساعدات للعائلات المتضررة المهاجرة إلى منطقة السيدة زينب في دمشق بسبب أحداث سوريا وعمليات التهجير التي نفذتها جماعات مسلحة في مناطق عدة من سوريا. قُتل مساء السبت 14 أبريل/نيسان 2012 من قبل مسلحين مجهولين بعد أن أطلق أحدهم رصاصة واحدة في تمام الساعة الثامنة مساء بتوقيت دمشق على وجهه أمام منزله في منطقة السيدة زينب في دمشق. على إثر ذلك نقل إلى مستشفى المجتهد في دمشق حيث فارق الحياة.